# Helictochloa pratensis
Helictochloa pratensis — вид рослин родини тонконогові (Poaceae), поширений у Європі.

## Опис
Багаторічник. Стебла прямовисні, 30–85 см завдовжки. Листки переважно базальні. Листові піхви на поверхні голі. Язичок 2–4.5(6) мм завдовжки. Листові пластинки 4–30 см завдовжки й 1–5 мм ушир. Суцвіття — ланцетна волоть, 4–18 см завдовжки. Колосочки складаються з 3–5(8) плідних квіточок, довгасті, стиснуті збоку, 14–28 мм завдовжки. Колоскові луски схожі, блискучі, ланцетні, 1-кілеві, 3-жилкові, з гострою верхівкою; нижня — 9.5–16 мм завдовжки, верхня — 12–20 мм завдовжки. Родюча лема еліптична, 10–17(20) мм завдовжки, без кіля, 5-жилкова, вершина зубчаста, остиста. Палея 0.9–1 довжини леми, кіль війчастий. Зернівка волосиста на верхівці.

## Поширення
Поширений у Європі (Данія, Фінляндія, Велика Британія, Норвегія, Швеція, Австрія, Бельгія, Швейцарія, Чехія, Німеччина, Нідерланди, Польща, Словаччина, Білорусь, Естонія, Литва, Україна, Хорватія, Італія, Сербія, Словенія, пн.-сх. Іспанія, Франція) й Західній Азії (Туреччина, Азербайджан), Північній Африці (Алжир, Марокко).